# Heinkel HE 7
Die Heinkel HE 7 ist ein in den 1920er Jahren entwickeltes deutsches Schwimmerflugzeug. Es war der erste zweimotorige Tiefdecker der Heinkel-Flugzeugwerke in Warnemünde. Das Kürzel HE steht für „Heinkel Eindecker“.

## Entwicklung
Der Auftrag zum Bau eines sogenannten „Dreizweckflugzeugs“ (Aufklärer, U-Boot-Jäger und Torpedoträger) wurde den Heinkel-Werken im Rahmen eines geheimen Aufrüstungsprogramms der Reichsmarine von deren Tarnfirma Severa (Seeflugzeug-Versuchsabteilung) erteilt. Im Sommer 1927 begann der Bau des als HE 7 bezeichneten Flugzeugs, das die Werknummer 266 erhielt. Im September war der Bau abgeschlossen und in der zweiten Monatshälfte wurde der Erstflug absolviert. Über die weitere Geschichte der HE 7 ist nicht viel bekannt. Fest steht, dass sie im Juni 1929 mit dem Kennzeichen D-1552 für die RDL-Erprobungsstelle (Reichsverband der deutschen Luftfahrtindustrie) in Travemünde zugelassen und als Luftbildflugzeug deklariert wurde. Für den 13. Dezember 1928 ist ein Beinaheverlust dokumentiert, als das Flugzeug bei starkem Seegang und Ostwind schwimmend auf die Mole der Warnemünder Ostbucht zugetrieben wurde und nur durch den Einsatz zweier kleinerer Schiffe vor der Zerstörung bewahrt werden konnte. In Warnemünde und bei der Torpedo-Versuchsanstalt in Eckernförde wurden mit ihr in den nächsten Jahren umfangreiche Torpedoabwurftests durchgeführt. Dazu wurde die HE 7 mehrmals mit stärkeren Varianten der verwendeten Jupiter-Motoren ausgerüstet, so im August 1928 oder im April 1931, wo die deutsche Lizenzausführung von Siemens & Halske Verwendung fand. Auch der anfangs geschlossene Bugstand wurde umgebaut und an der Stirnseite für den Navigator/Torpedoschützen mit einer Verglasung versehen sowie die zweiblättrigen Luftschrauben durch vierblättrige ersetzt. Ursprünglich sah das eingangs erwähnte Rüstungsprogramm den Bau von 228 HE 7 in den Jahren 1929 und 1930 vor, doch kam dieses Vorhaben nicht zur Ausführung, weil die Marineleitung 1930 bei Heinkel den Bau eines leistungsstärkeren Seeflugzeugs in Auftrag gab, der letztlich zur Entwicklung der HD 59 führte. Die einzige gebaute HE 7 wurde schließlich im April 1937 ausgeschlachtet.

## Aufbau
Die HE 7 ist ein halbfreitragender Tiefdecker in Gemischtbauweise.  Rumpf und Leitwerk bestehen aus einem stoffbespannten Stahlrohrgerüst, ersterer ist stellenweise mit Duraluminiumblechen abgedeckt. Die ebenfalls mit Stoff bespannten Tragflächen bestehen aus einem Holzgerüst mit zwei Holmen und Verstrebungen aus Stahlrohr. Sie sind durch zwei I-Stielen je Seite zu den Schwimmern hin abgestützt. Die beiden Schwimmer aus Holz sind nicht untereinander verbunden und durch I- und N-Streben am Rumpf befestigt. Sie sind einstufig und gekielt.

## Technische Daten
| Kenngröße                                         | Daten                                                                                  |
| ------------------------------------------------- | -------------------------------------------------------------------------------------- |
| Besatzung                                         | 3                                                                                      |
| Spannweite                                        | 24,0 m                                                                                 |
| Länge                                             | 16,0 m                                                                                 |
| Höhe                                              | 4,24 m                                                                                 |
| Flügelfläche                                      | 93,42 m²                                                                               |
| Flügelstreckung                                   | 6,2                                                                                    |
| Leermasse                                         | 3800 kg                                                                                |
| Zuladung                                          | 2200 kg                                                                                |
| Startmasse                                        | 6000 kg                                                                                |
| Antrieb                                           | ein luftgekühlter Neunzylinder-Viertakt-Sternmotor                                     |
| Typ                                               | Gnôme-Rhône Jupiter VI 9 AK                                                            |
| Startleistung Nennleistung am Boden Dauerleistung | 520 PS (382 kW) bei 2080/min 475 PS (349 kW) bei 2020/min 444 PS (327 kW) bei 1917/min |
| Höchstgeschwindigkeit                             | 200 km/h in Bodennähe                                                                  |
| Reisegeschwindigkeit                              | 175 km/h                                                                               |
| Landegeschwindigkeit                              | 89 km/h                                                                                |
| Steiggeschwindigkeit                              | 2,8 m/s                                                                                |
| Steigzeit                                         | 5,54 min auf 1000 m                                                                    |
| Gipfelhöhe                                        | 2300 m                                                                                 |